# 沪东新村街道
沪东新村街道是中国上海市浦东新区下辖的一个街道。面积5.51平方公里。户籍人口8.75万人（2008年）。

## 行政区划
沪东新村街道下辖沪东新村一居委会、沪东新村二居委会、沪新居委会、沪南居委会、船舶新村居委会、向东新村居委会、北小区居委会、朱家门居委会、上川路居委会、陈家宅居委会、寿光路一居委会、寿光路二居委会、博兴路一居委会、博兴路三居委会、柳博居委会、金桥花苑居委会、东波苑第二居委会、东波苑第三居委会、东波苑第四居委会、东波苑第六居委会、江南山水居委会、莱阳新家园居委会、伟莱居委会、金浦居委会、汇佳苑居委会、伟业居委会、伟锦居委会、璞爱居委会、同方锦城居委会、长岛苑居委会、锦河苑居委会、东方丽景居委会、兰城居委会。